# マモレ川
マモレ川 (マモレがわ、Mamoré) は、ボリビアとブラジルを流れる大きな川。ベニ川と合流し、アマゾン川有数の支流であるマデイラ川となる。
コチャバンバ市の東に位置するコチャバンバ山地の北麓が源流で、チャパレ川と合流するまではチモレ川の名で知られる。西からチャパレ川、セクレ川、アペレ川、ヤクマ川、東からはイチロ川、グアパイ川、イバリ川、マニケ川、グアポレ川などの支流が流入する。長さだけを考慮すればグアパイ川がマモレ川の上流とされてしかるべきだが、グアパイ川は水深が浅く水が流れにくいため、流量が少ない。北のタパジョース川とアマゾン川、さらには南のパラグアイ川とパラナ川の水源から数キロしか離れていないブラジルのマットグロッソ州パレシス高原に源を発するグアポレ川も、マモレ川とその全長と流量をめぐって競っている。ベニ川との合流点の数キロ上流には急流があるが、延長300kmの鉄道が下流からの交通輸送を代替している。急流の上流部は山脈のふもとのチモレまで航行可能で、その他の支流もかなりの区間航行できる。1874年にフランツ・ケラーは、グアポレ川を除くマモレ川の平均流量を毎秒4万1459立方cm、同じくグアポレ川を除く流域面積を2万4299平方キロとした。